# Gonocarpus trichostachyus
Gonocarpus trichostachyus är en slingeväxtart som först beskrevs av George Bentham, och fick sitt nu gällande namn av Anthony Edward Orchard. Gonocarpus trichostachyus ingår i släktet Gonocarpus och familjen slingeväxter. Inga underarter finns listade i Catalogue of Life.